# Кубок России по мини-футболу 2017/2018
26-й розыгрыш Кубка России по мини-футболу проходил с 8 сентября 2017 года по 25 марта 2018 года. Схема розыгрыша состояла из двух предварительных этапов, в которых участвуют команды Высшей и Первой лиг, и плей-офф, с которого традиционно начинают выступление в Кубке клубы Суперлиги. Трофей достался клубу «Газпром-Югра», завоевавшему его в третий раз в истории.

## I этап
Участники разбиты на две конференции «Запад» и «Восток», насчитывающие по четыре группы. В следующий этап проходят победители групп. Игры проходят 8 — 11 сентября.

## II этап
Победители I этапа играют в двух группах внутри конференций по круговой системе. В плей-офф проходят команды, занявшие 1 и 2 места в группах.

## Плей-офф
Первые матчи в каждой паре проходят на площадках команд, указанных первыми, ответные — на площадках команд, указанных вторыми.

### 1/8 финала
| Команда 1       | Итог | Команда 2         | 1-й матч   | 2-й матч   |
| --------------- | ---- | ----------------- | ---------- | ---------- |
| БЛиК            | 6:9  | Дина              | 3:4 (2:4)  | 3:5 (1:1)  |
| Новая Генерация | 5:10 | Норильский никель | 3:5 (2:3)  | 2:5 (1:4)  |
| Автодор         | 8:7  | Тюмень            | 6:5 (3:4)  | 2:2 (1:1)  |
| ЗиК-УрФУ        | 1:12 | Синара            | 0:4 (0:1)  | 1:8 (1:4)  |
| Спартак         | 8:15 | Сибиряк           | 3:5 (2:2)  | 5:10 (2:4) |
| Политех         | 3:11 | КПРФ              | 1:6 (1:3)  | 2:5 (0:3)  |
| Ухта            | 6:5  | Прогресс          | 4:2 (2:2)  | 2:3 (1:3)  |
| Алмаз-АЛРОСА    | 4:17 | Газпром-Югра      | 3:11 (1:7) | 1:6 (0:4)  |

### 1/4 финала
| Команда 1         | Итог | Команда 2    | 1-й матч  | 2-й матч  |
| ----------------- | ---- | ------------ | --------- | --------- |
| Ухта              | 5:9  | Газпром-Югра | 2:4 (1:2) | 3:5 (3:2) |
| Норильский никель | +:-  | Дина         | +:-       | +:-       |
| Автодор           | 2:4  | Синара       | 2:3 (0:1) | 0:1 (0:0) |
| КПРФ              | 12:4 | Сибиряк      | 7:3 (4:1) | 5:1 (2:1) |

Вследствие финансовых проблем «Дина» снялась с розыгрыша и в матчах четвертьфинала участия не приняла.

### 1/2 финала
| Команда 1         | Итог | Команда 2    | 1-й матч  | 2-й матч  |
| ----------------- | ---- | ------------ | --------- | --------- |
| Норильский никель | 6:5  | Синара       | 4:1 (2:1) | 2:4 (0:1) |
| КПРФ              | 1:8  | Газпром-Югра | 0:5 (0:2) | 1:3 (0:0) |

### Финал
| Команда 1         | Итог | Команда 2    | 1-й матч  | 2-й матч  |
| ----------------- | ---- | ------------ | --------- | --------- |
| Норильский никель | 5:7  | Газпром-Югра | 3:2 (1:1) | 2:5 (1:1) |

Первый матч
| 21 марта 2018 15:00 MSK                  | \| Норильский никель \| 3:2 (1:1) \| Газпром-Югра \| \| Гончаров 21′ · Сучилин 34′ · Сергеев 44′ \| Голы \| Кайо 3′ · Шаяхметов 27′ \| | ДС «Арктика» Судья: Кадыков В. |
| Норильский никель                        | 3:2 (1:1) | Газпром-Югра                   |
| Гончаров 21′ · Сучилин 34′ · Сергеев 44′ | Голы | Кайо 3′ · Шаяхметов 27′        |

Второй матч
| 25 марта 2018 13:00 MSK                                          | \| Газпром-Югра \| 5:2 (1:1) \| Норильский никель \| \| Кайо 20′, 50′ · Ромуло 36′ · Гибадуллин 38′ (авт.) · Чишкала 47′ \| Голы \| Чащин 5′ · Канивец 36′ \| | ДС «Юбилейный» Судья: Михеев С. |
| Газпром-Югра                                                     | 5:2 (1:1) | Норильский никель               |
| Кайо 20′, 50′ · Ромуло 36′ · Гибадуллин 38′ (авт.) · Чишкала 47′ | Голы | Чащин 5′ · Канивец 36′          |

| Обладатель Кубка 2017-18  |
| Газпром-Югра Третий титул |
| ------------------------- |